# Cultura Spaniei
Cultura Spaniei este o cultură europeană bazată pe o varietate de influențe istorice, în principal aceea a Romei Antice, dar, de asemenea, celtic pre-romană și cultura iberică, precum și cea a fenicienilor și a arabilor (timp de 781 ani - din 711 în 1492). În privința limbii și a religiei, romanii au lăsat o moștenire durabilă. Cursul ulterior al istoriei spaniole adaugă alte elemente la cultura și tradițiile țării.